# Cerro El Ahuaca
Cerro El Ahuaca é um inselberg granítico muito íngreme da província de Loja, no sul do Equador. Possui uma importante fauna de pequenos e médios mamíferos, tal como o Lagidium ahuacaense, um roedor que não é observado em qualquer outro lugar senão neste. Uma vez que a biodiversidade de Cerro El Ahuaca se encontra ameaçada pela actividade humana, designadamente pela agricultura e incêndios florestais provocados para manter ou expandir os campos de colheita, em maio de 2007 o município de Cantão Calvas declarou Cerro El Ahuaca como «Área de Reserva Ecológica» com o propósito protegê-lo e conservá-lo.